# Berckus Duverly Goma
Berckus Duverly Goma (Makabana, 26 agosto 1979) è un religioso e teologo congolese (Repubblica del Congo) naturalizzato italiano.
Monaco benedettino-silvestrino, è autore di testi nel campo del diritto canonico e monastico. Ordinato sacerdote nel 2007, si è dedicato alla guida pastorale, al servizio militare e alla ricerca accademica. Dal 2024 è Priore Conventuale dell'Istituto San Vincenzo Martire a Bassano Romano.

## Biografia
Nasce nella Repubblica del Congo e si trasferisce in Italia per seguire la sua vocazione religiosa. Ha conseguito un dottorato in Diritto Canonico presso la Pontificia Università Lateranense e baccalaureati in Filosofia e Sacra Teologia presso il Pontificium Athenaeum S. Anselmi de Urbe. È autore di numerosi testi accademici nell'ambito del diritto ecclesiastico, caratterizzati da una riflessione teologica in contesti specifici come la famiglia militare e la pastorale della polizia. Le sue ricerche si concentrano sul diritto monastico, con particolare attenzione al rapporto tra tradizione e innovazione nella normativa ecclesiastica.

### Ministero sacerdotale
A febbraio 2000 entra nella Congregazione Benedettina-Silvestrina, un ramo dell’Ordine Benedettino che si ispira alla spiritualità di San Benedetto da Norcia e alla riforma di San Silvestro Guzzolini. Nel 2007 viene ordinato sacerdote presso l'Istituto San Vincenzo Martire a Bassano Romano. Dopo l'ordinazione, presta servizio come vicario parrocchiale nella Diocesi di Civita Castellana, occupandosi della formazione spirituale dei fedeli e della vita comunitaria della Parrocchia SS. Pietro e Caterina V.M. a Ronciglione, e proseguendo la carriera accademica.
Dal 2013 collabora con la pastorale militare presso il 60º Stormo Aeroporto Militare di Guidonia, offrendo sostegno spirituale e morale a militari e loro famiglie, e promuovendo il dialogo tra fede e vita professionale.
Nel giugno 2021 viene eletto consigliere dal Priore dell’Istituto San Vincenzo Martire, don Maurizio Bisignani.
Il 13 novembre 2024 è nominato Priore Conventuale del medesimo monastero, che, per concessione del Santo Padre Francesco, il vescovo Mons. Romano Rossi ha inserito tra i tre luoghi particolari (chiese giubilari) della diocesi di Civita Castellana per il Giubileo Straordinario della Misericordia, insieme alla Cattedrale di Santa Maria Maggiore di Civita Castellana e al Santuario di Santa Maria "Ad Rupes" di Castel Sant'Elia.

## Opere (parziale)

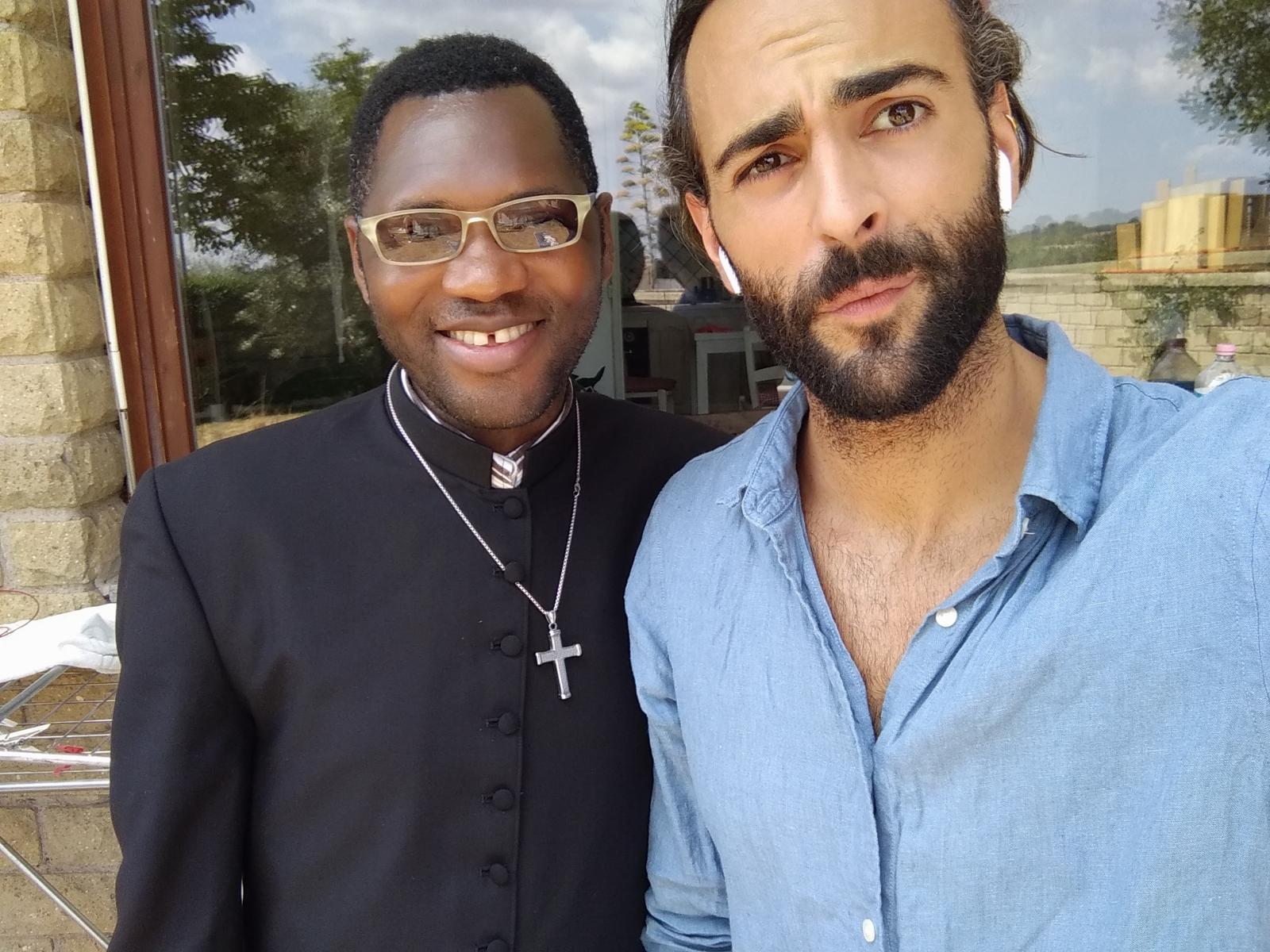
Padre Duverly e Marco Mengoni

- Il Diritto Monastico tra ius praecedens e ius vigens, GAEditori, 2018, ISBN 88-942-5096-2
- Ius et Veritas, GAEditori, 2018, ISBN 88-942-5095-4
- Veritasi Sicut Ius, GAEditori, 2019 ISBN 88-320-4804-3
- Atti del Giubileo 2016 della Famiglia Militare e di Polizia, GAEditori, 2019
- Bellum Gratiae, GAEditori, 2021, ISBN 88-320-4845-0
- Spes Triumphi, GAEditori, 2024, ISBN 12-811-1169-4